# Daniel Schorn
Daniel Schorn (Zell am See, Salzburg, 21 d'octubre de 1988) és un ciclista austríac, professional del 2008 al 2016.

## Palmarès
- 2005
  - Vencedor d'una etapa a la Volta a la Baixa Saxònia júnior
- 2010
  - Vencedor d'una etapa al Tour de Normandia
  - Vencedor de 2 etapes a la Volta a Eslovàquia
- 2016
  - Vencedor d'una etapa al Roine-Alps Isera Tour

### Resultats al Giro d'Itàlia
- 2012. 124è de la classificació general

### Resultats a la Volta a Espanya
- 2013. Abandona (15a etapa)